# Aram van de Rest
Aram John Albert Pierre van de Rest (Amsterdam, 4 april 1976) is een Nederlands acteur en regisseur. Hij is een zoon van regisseur John van de Rest en actrice Josine van Dalsum.

## Biografie
Van de Rest was voor het eerst te zien op de Nederlandse buis in de leader van Sesamstraat in de jaren tachtig. Van de Rest volgde eerst de havo en deed daarna acteeropleidingen bij LAMDA en Guildhall University. Daarnaast deed hij een opleiding video-editing aan de Media Academie.
Na zijn school en studie vertrok hij op negentienjarige leeftijd naar Duitsland om de rol te vertolken van 'Daniel van Eck' in de Duitse versie van Bureau Kruislaan. Hij speelde in acht jaar in meer dan 100 afleveringen, waaronder de 90 minuten durende speciale aflevering 100 en de 200e aflevering, gesitueerd in het vooroorlogse Duitsland. Na Duitsland keerde Van de Rest terug naar Nederland in 2003 om de titelrol te vertolken in de musical Dolfje Weerwolfje naar de boeken van Paul van Loon.
Tijdens deze reeks voorstellingen werd hij gevraagd om de rol van 'Chris Vroman' te spelen in de Nederlandse soap Onderweg naar Morgen  wat hij drie en een half jaar lang deed. Na 'Dolfje Weerwolfje' was Aram te zien in de persoonlijke voorstelling 'Leeftijd', waarin hij samen met zijn moeder, Josine van Dalsum, speelde. In eerste instantie was deze voorstelling alleen te zien in Amsterdam, maar een jaar later ging de voorstelling op tournee en trok volle zalen in Nederland en België.
Hierna besloot Van de Rest zich meer toe te spitsen op het werken achter de camera en verdween hij langzaam van de buis en uit het theater en ging hij zich, evenals zijn vader, meer richten op regiewerk. Hij was echter nog sporadisch te zien als acteur in onder andere Dertien in de Oorlog, Bernhard, schavuit van Oranje en Oorlog-stories.
In 2007 bracht hij met zijn band ARAM zijn eerste single uit: Rubber Doll. Van de Rest werd in 2010 vader van een zoon.
In 2010 maakte Van de Rest zijn regiedebuut met de televisieserie Wolfseinde, waar hij twee afleveringen voor regisseerde. Twee jaar later, in juli 2012, regisseerde Van de Rest zijn eerste bioscoopfilm: Joris en Boris en het Geheim van de Tempel. In de jaren die volgde regisseerde hij meerdere films, waaronder de Netflix-film F*ck de Liefde 2, Oei, ik groei! en Juf Braaksel en de magische ring.

## Filmografie

### Als acteur

#### Film
- 2006: Doodeind, als Ben
- 2013: Verliefd op Ibiza, als dronken man
- 2022: F*ck de Liefde 2, als Ferry

#### Televisie
- Sesamstraat
- 1991-1992: Suite 215, als zoon
- 1995-2006: Die Wache, als Daniël van Eck
- 1996: Stadtklinik, Daniël van Eck
- 1998: Balko, als Heiko Wiederich
- 2000: Geisterjäger John Sinclair, als Raniel Almodos
- 2004-2008: Onderweg naar Morgen, als Chris Vroman
- 2009: 13 in de Oorlog, als Duitse officier
- 2010: Bernhard, schavuit van Oranje, als Aschwin zur Lippe-Biesterfeld
- 2013: De Leeuwenkuil, als consultant
- 2014: Hotel 13, als geheimagent YB12
- 2020: Oorlog-stories, als Herr Stern

### Als regisseur

#### Film
- 2012: Joris en Boris en het Geheim van de Tempel
- 2012: Hochmut
- 2014: Aline
- 2017: Sinterklaas & het gouden hoefijzer
- 2018: Next
- 2021: Just Say Yes
- 2021: Liefde zonder grenzen
- 2022: F*ck de Liefde 2
- 2023: Oei, ik groei!
- 2023: Juf Braaksel en de magische ring
- 2024: Juf Braaksel en de geniale ontsnapping

#### Televisie
- 2010: Wolfseinde, 2 afleveringen
- 2013: VRijland, 22 afleveringen
- 2014: Verborgen Verhalen, 2 afleveringen
- 2016: Lost in the Game, 10 afleveringen
- 2016-2018: SpangaS, 48 afleveringen
- 2024: Woeste grond, 40 afleveringen

## Theater
- 2004: Dolfje Weerwolfje
- 2005: Leeftijd

## Discografie

### Singles
| Single met eventuele hitnotering(en) in de Nederlandse Top 40 | Datum van verschijnen | Datum van binnenkomst | Hoogste positie | Aantal weken | Opmerkingen            |  |
| ------------------------------------------------------------- | --------------------- | --------------------- | --------------- | ------------ | ---------------------- |  |
| Rubber Doll                                                   | 2007                  | -                     | -               | -            | Eerste single van Aram |  |